# Quai du Point-du-Jour
« Quai du Point-du-Jour » redirige ici. Pour le quai de Paris, voir Quai Saint-Exupéry.
Pour les articles homonymes, voir Point du jour.
Quai du Point-du-Jour est un film français réalisé par Jean Faurez et sorti en 1960.

## Synopsis
Un ajusteur des usines Renault, Emile Dupont, recueille une jeune femme, Madeleine (et son bébé) qu'il soustrait aux recherches de la police et d'une bande de gangsters qui voulaient la livrer à la prostitution. Dédé, le « protecteur » de Madeleine, réussit à retrouver sa trace et enlève le bébé pour obliger la mère de l'enfant à réintégrer le "milieu". Avec l'aide de Mirabelle, la femme du chef de bande, Emile récupère le bambin après avoir échappé de peu à la vengeance de Dédé. Ce dernier, traqué par les camarades de Dupont, reçoit une sévère correction. Quant à Madeleine, elle épouse François un brave garçon.

## Fiche technique
- Titre : Quai du Point-du-Jour
- Réalisation : Jean Faurez
- Scénario : Raymond Bussières
- Adaptation : Jacques Celhay et Jean Faurez
- Dialogues : Jacques Celhay
- Assistant réalisateur : Roland Stragliati
- Images : Jean Tournier
- Opérateur : Charles-Henri Montel
- Musique : Georges van Parys
- Décors : Raymond Gabutti
- Montage : Madame Bagger d'Esterno
- Son : René Longuet
- Maquillage : Georges Bouban
- Photographe de plateau : Marcel Bouguereau
- Script-girl : Madeleine Lefèvre
- Régisseur : Louis Manella
- Tournage du 23 novembre au 24 décembre 1959
- Production : France-Cinéma-Production et Anneray-Films (France)
- Chef de production : Mario Chabert, Raymond Bussières
- Directeur de production : Julien Rivière
- Distribution : Cinédis
- Durée : 100 minutes
- Pellicule 35 mm, noir et blanc
- Genre : drame
- Date de sortie : France - 13 avril 1960
- Affiche : André Bertrand (France)

## Distribution
- Dany Carrel : Madeleine dite « Mado », la jeune mère
- Raymond Bussières : Emile Dupont, ajusteur chez Renault
- Annette Poivre : Mirabelle, la femme du chef de bande
- Philippe Lemaire : Dédé, le chef de bande, protecteur de Madeleine
- Paul Frankeur : M. Pierre
- Yves Massard : François, l'époux de Madeleine
- Bernard Lajarrige : Robert Flic
- Robert Dalban : Dominique
- Alice Tissot : la concierge
- Sophie Sel : Sophie
- Sylvie : Mme Dupont, la mère d'Émile
- Pierre Duncan
- Pierre Collet : « Coco », un ouvrier
- Claude Achard
- Robert Allan
- Max Amyl : Un ouvrier
- Louis Bugette
- Georges Montant
- Jacques Fayet : Jimmy, un ami de Dédé
- Jean Daurand
- Henri Charrett : le faux envoyé des usines Renault
- Robert Blome : un contremaître
- D. Goldenberg
- Paul Uny
- Bob Ingarao, Jacques Hilling, Lucien Hubert et Jacques Bertrand : ouvriers
- Edmond Ardisson : M. Gaston, le bistrot
- Mag-Avril
- Cheni : Marcel

## Autour du film
- Anecdote. Lors de la scène de Paul Frankeur au téléphone, un technicien apparaît brusquement  dans le champ.
- Le Quai du Point-du-Jour est le lieu fictif où se déroule le dénouement de la bande dessinée La Liste mortelle (1986).